# Espariz
Espariz ist eine ehemalige Gemeinde (Freguesia) im portugiesischen Kreis (Concelho) von Tábua, im Distrikt Coimbra.  Am 30. Juni 2011 hatte die Gemeinde 631 Einwohner auf einem Gebiet von 9,7 km².

## Geschichte
In den Erhebungen des Königs D. Afonso III. im 13. Jahrhundert wurde Espariz als Ortschaft im Kreis Coja geführt und gehörte dem Bischof von Coimbra. Im 16. Jahrhundert wurde es eine eigenständige Gemeinde und erhielt eine Kirche. Sie steht heute unter Denkmalschutz.
Die Gemeinde Espariz wurde am 29. September 2013 im Zuge der administrativen Neuordnung in Portugal mit der Gemeinde Sinde zur União de Freguesias des Espariz e Sinde zusammengeschlossen. Offizieller Sitz wurde Espariz, während die Verwaltung der Gemeinde vorerst weiter auf beide Hauptorte aufgeteilt bleibt.

## Söhne und Töchter der Gemeinde
- Luís Filipe Lindley Cintra (1925–1991), bedeutender Philologe und Linguist, Vater des Schauspielers Luís Miguel Cintra
- João da Silva Correia (1891–1937), Romanist und Lusitanist